# Miguel Tornquist
Miguel J. Tornquist (* 1873 in Buenos Aires; † 25. August 1908 ebenda) war ein argentinischer Pianist und Komponist.

## Wirken
Tornquist gehört gleich Ángel Villoldo, Rosendo Mendizábal, Alfredo Bevilacqua, Carlos Posadas, José Luis Roncallo, Manuel Campoamor und Alfredo Eusebio Gobbi zu den Vertretern der frühesten Form des argentinischen Tangos, des tango criollo. Als Pianist pflegte er mit einer Mischung von Soleares, Peteneras, populären neapolitanischen und französischen Liedern, Milongas, Tangos und Estilos aufzutreten. Einige seiner ausschließlich für das Klavier geschriebenen Kompositionen erschienen um 1900 im Druck.

## Kompositionen
- El maco
- El estopín
- El batarás (Belisario Roldán gewidmet)
- El casimiro
- El chinchorro
- El histérico (José Ingenieros gewidmet)
- El trombón
- El movediz
- El ñato
- El travieso
- Don Robustian